# Bojan Umek
Bojan Umek, slovenski dramski igralec, 22. junij 1959, Brežice.

## Življenjepis
Rojeni Brežičan je osnovno šolo obiskoval v sosednjem Krškem, gimnazijo pa v Brežicah. Po končani AGRFT se je zaposlil v Slovenskem stalnem gledališču v Trstu. 20. avgusta 1984 je postal član igralskega ansambla Slovenskega ljudskega gledališča Celje, kjer je ostal do upokojitve, 5. novembra 2023. 

## Nagrade
- Srebrni celjski grb Mestne občine Celje, 2005
- Priznanje Združenja dramskih ustvarjalcev Slovenije, 2009